# Stuart Ward Frost
Stuart Ward Frost (Tarrytown (New York), 4 december 1891 – State College (Pennsylvania), 23 januari 1980) was een Amerikaans entomoloog.
Stuart Ward Frost werd geboren als zoon van een kruidenier. Hij had al vroeg belangstelling voor de natuur en bracht zijn jeugd door in het rivierengebied van de Hudson waar hij dieren observeerde en insecten verzamelde.
Op 18-jarige leeftijd begon hij zijn waarnemingen ook te documenteren en in de herfst van 1911 ging hij studeren aan de Cornell-universiteit. In zijn tweede jaar werd hij assistent van de bekende entomoloog John Henry Comstock en in 1918 produceerde hij zijn eerste wetenschappelijke artikel (over Ceutorhynchus marginatus, een snuitkever soort). In 1925 voltooide hij zijn Ph.D. aan Cornell met een scriptie over de mineervliegen van Noord-Amerika. In 1937 ging hij entomologie onderwijzen aan Pennsylvania State University en deed onderzoek naar fruitboomplagen. 
Dr. Frost verzamelde niet alleen talloze insecten uit Amerika maar ook uit Panama en Ecuador. Zijn collectie vormde de basis voor een entomologisch museum bij de universiteit, wat later zijn naam kreeg. Frost speelde een belangrijke rol bij het opzetten en ontwikkelen van het entomologische museum als een van de belangrijkste regionale collecties in het oosten van de Verenigde Staten. In zijn eer werd dit Frost Entomological Museum naar hem vernoemd in 1969. Na zijn pensioen in 1957 voegde Frost nog eens 400.000 insecten en ongeveer 1500 soorten toe aan de collectie.  
- Bibsys: 90214087
- CiNii: DA07533066
- International Standard Name Identifier: 0000 0001 1602 892X
- Library of Congress Control Number: n90722840
- Nationale Bibliotheek van Tsjechië: mub20211099073
- Nationale Bibliotheek van Israël: 987007433156105171
- Nederlandse Thesaurus van Auteursnamen: 129949957
- Réseau des bibliothèques de Suisse occidentale: 02-A011791415
- LIBRIS: 307790
- Système universitaire de documentation: 078027578
- Virtual International Authority File: 18852325
- WorldCat: E39PBJdGQKMCMV76w64FRM6R8C